# The Kanan Tape
The Kanan Tape — мікстейп американського репера 50 Cent, виданий для безплатного завантаження 9 грудня 2015 р. Реліз названо на честь Кенана, персонажа з драматичного телесеріалу Power, якого зіграв виконавець. Ексклюзивно випущений на DatPiff, де має платиновий статус (за критеріями сайту) з понад 277 тис. завантажень.

## Передісторія
50 Cent анонсував мікстейп через Instagram 13 жовтня 2015. Альбом мав складатися з 8 треків. 18 листопада репер сповістив про вихід мікстейпу на День подяки. Зрештою реліз перенесли. Треклист, оприлюднений 4 грудня, складався з 7 пісень.
13 листопада відбулась прем'єра «Body Bag», 25 листопада — «Too Rich for the Bitch», 4 грудня — «I'm the Man».

## Список пісень
| #  | Назва                                             | Продюсер(и)        | Тривалість |
| -- | ------------------------------------------------- | ------------------ | ---------- |
| 1. | «Nigga Nigga» (з участю Lil Boosie та Young Buck) | Bandplay           | 4:43       |
| 2. | «Too Rich for the Bitch»                          | London on da Track | 3:02       |
| 3. | «Body Bags»                                       | The Alchemist      | 4:24       |
| 4. | «Tryna Fuck Me Over» (з участю Post Malone)       | Scoop Deville      | 2:44       |
| 5. | «I'm the Man» (з участю Sonny Digital)            | Sonny Digital      | 3:56       |
| 6. | «Burner on Me»                                    | Colt 45            | 3:29       |
| 7. | «On Everything»                                   | Illmind            | 2:53       |

Оригінальні інструментали
- «Body Bags» — «Bar-Barian» у вик. Шона Прайса
- «I'm the Man» — «I'm the Man» у вик. Сонні Діджітала